# 纳瓦尔莫拉尔
纳瓦尔莫拉尔，是西班牙卡斯蒂利亚-莱昂阿维拉省的一个市镇。 总面积43km2, 总人口524人（2001年），人口密度12人/km2。